# Bruce Robinson
Bruce Robinson (ur. 2 maja 1946 w Broadstairs) – brytyjski reżyser, scenarzysta, powieściopisarz i aktor, laureat nagrody BAFTA (1985) za najlepszy scenariusz – adaptację dramatu wojennego Pola śmierci (The Killing Fields, 1984). Otrzymał także nominację do Oscara i Złotego Globu za najlepszy scenariusz (1985).

## Życiorys

### Wczesne lata
Syn Mabel Robinson i amerykańskiego prawnika Carla Casriela, urodził się i dorastał w Broadstairs, gdzie uczęszczał do The Charles Dickens Secondary Modern School. Kiedy jego rodzice rozwiedli się, matka wyszła ponownie za mąż za Roba (były nawigator Royal Air Force i hurtowy gazeciarz). Jako dziecko, Robinson był stale brutalnie wykorzystywany przez swojego ojczyma, który wiedział, że chłopiec nie był jego synem. Miał starszą siostrę Elly, która uczyła go języka francuskiego. 

### Kariera
W młodości, Robinson pragnął zostać aktorem i został przyjęty do londyńskiej Central School of Speech and Drama. Jego pierwszą ekranową rolą był Benvolio w filmowej adaptacji Franco Zeffirelliego Romeo i Julia (Romeo and Juliet, 1968). Potem pojawił się w dramacie Kena Russella Kochankowie muzyki (The Music Lovers, 1970) u boku Richarda Chamberlaina (jako Piotr Czajkowski) i Glendy Jackson i dramacie historycznym François Truffauta Miłość Adeli H. (L'Histoire d'Adèle H., 1975) z Isabelle Adjani.
Po spędzeniu kilku lat bez pracy, zaczął pisać scenariusze. Wkrótce otrzymał zlecenie od Davida Puttnama, by napisać scenariusz do dramatu wojennego Pola śmierci (The Killing Fields, 1984) w reżyserii Rolanda Joffé z udziałem Sama Waterstona, Johna Malkovicha i Juliana Sandsa. Robinson był nominowany do Oscara i Złotego Globu oraz zdobył nagrodę BAFTA za pracę. W 1989 roku Robinson napisał ponownie dla Rolanda Joffé Projekt Manhattan (Fat Man and Little Boy). Jako reżyser thrillera Jennifer 8 (Jennifer Eight, 1992) z Andy Garcíą, Umą Thurman i Johnem Malkovichem odebrał dwie nagrody na Cognac Festival du Film Policier. A za scenariusz komediodramatu Withnail i ja (Withnail & I) z Richardem E. Grantem otrzymał Evening Standard British Film Award. Powrócił na krótko w 1998 występując w filmie Szalona kapela (Still Crazy).

### Życie prywatne
W 1984 poślubił Sophie Windham, z którą ma dwójkę dzieci - córkę Lily (ur. 1987) i syna Willoughby’ego Christiana (ur. 1994).
Robinson był alkoholikiem, przestał pić w roku 2003, gdy spadł z wagonu podczas kręcenia filmu Dziennik zakrapiany rumem (The Rum Diary).

## Filmografia

### obsada aktorska
- 1968: Romeo i Julia (Romeo and Juliet) jako Benvolio
- 1968: The Other People jako Colin
- 1968: Baby Love jako mężczyzna w nocnym klubie
- 1970: Kochankowie muzyki (The Music Lovers) jako Aleksiej Sofronow
- 1970: Tam-Lin jako Alan
- 1971: Private Road jako Peter Morrissey
- 1973: Los viajes escolares jako Óscar
- 1973: The Protectors (serial TV) jako Peter Lockier
- 1975: Miłość Adeli H. (L'Histoire d'Adèle H.) jako porucznik Albert Pinson
- 1975: Kleinhoff Hotel jako Karl (Alex)
- 1977: The Brute jako Mark
- 1987: Withnail i ja (Withnail & I)
- 1989: Jak zrobić karierę w reklamie (How to Get Ahead in Advertising) jako Boil (głos)
- 1998: Szalona kapela (Still Crazy) jako Brian Lovell

### scenariusz
- 1984: Pola śmierci (The Killing Fields)
- 1987: Withnail i ja (Withnail & I)
- 1989: Projekt Manhattan (Fat Man and Little Boy)
- 1988: Jak zrobić karierę w reklamie (How to Get Ahead in Advertising)
- 1998: Powrót do raju (Return to Paradise)
- 1999: W moich snach (In Dreams)

### reżyseria
- 1987: Withnail i ja (Withnail & I)
- 1989: Jak zrobić karierę w reklamie (How to Get Ahead in Advertising)
- 1992: Jennifer 8 (Jennifer Eight)
- 2011: Dziennik zakrapiany rumem (The Rum Diary)

## Publikacje książkowe
- Paranoia in the Launderette (1998)
- The Peculiar Memories of Thomas Penman (1998)
- The Obvious Elephant (2000)
- Harold and the Duck (2005)
- They All Love Jack: Busting the Ripper (2015)